# みやむ
みやむ（1998年〈平成10年〉1月10日 - ）は、日本のAV女優、YouTuber。旧芸名は宮村ななこ。

## 略歴
2017年5月にAVデビュー（正確には同年1月には名前の出ない作品に出演）。同年6月29日、恵比寿マスカッツ1.5（現 恵比寿マスカッツ）の新メンバーオーディションで研究生となり、8月23日の最終審査で合格し新メンバーとなった。月20本ほどの作品に出演し、なおかつ振り付けや歌を覚え、バラエティー番組にも出演するハードスケジュールだったが、企画女優だからダメだと思われたくないと臨んでいたという。
2020年12月、マスカッツのユニット対決企画において吉澤友貴率いる「紅蠍」メンバーに加入する。
2022年3月18日付けでアローズを退所。同月25日よりフリーランスとして活動することをTwitterで報告。芸名は「みやむ」と改める。
2022年8月13日、恵比寿ガーデンホールにて行われた「第2世代恵比寿マスカッツ真夏の卒業式」をもち恵比寿マスカッツを卒業（メンバー全員が卒業する事実上の解散）。
近年はアート活動にも力を入れている。

## 人物
バイセクシャル。
宮村ななこ時代のキャッチフレーズは「歩く18禁」。
高校時代までバレーボール部に所属し、ショートカットで絵に書いたような体育会系女子だったので、異性と付き合う、セックス、オナニーなどは不純だと思っていた。
高校卒業後、バイト先のモツ鍋屋の店長と初体験。その店長がドSで様々な変態プレイにより性癖を拗らせる。
一般社会でおおっぴらにできないことが仕事としてできることでAV女優の道を選ぶ。仕事で非日常のプレイを続けていることで、普通の性交や快楽がどこまでかがわからないと答えている。
恋愛や結婚は他者との性交を禁ずる自由を奪う儀式と捉えている。
バラエティ番組は答えがわからないことが楽しいと述べている。
死のうと思いトラックに飛び込んだ経験など壮絶な半生を、マスカッツ総合演出・マッコイ斎藤は「生きてきた土台が違う」と述べている。
AVデビュー前のエステティシャン時代の上司、松下美織と撮影現場で偶然再会し、その後レズ作品で共演した。

## 出演作品

### アダルトDVD
2017年
- 「社内羞恥パンストを一人で楽しむ女子社員」 同じ会社のソソる女子社員、実は社内でパンストの中にバイブを仕込んでバレるかハラハラしながら仕事している変態OL!僕に見つかって止めると思いきや「そのまま見てて…」とまさかの催促!（5月3日、SOSORU×GARCON）
- 二十歳の若妻（06月13日、色眼鏡/妄想族）※「ななこ」名義
- 突然起こった夏の夕立!ビショ濡れで帰って来た女子社員のブラウスからブラやパンツがスケスケ!! そんな状況でオフィスに2人きり… ソソられながらタオルを差し出してあげたけど勃起がおさまりません!それに気付いた女子社員も知らぬフリしてお尻を擦りつけて来た!!（8月1日、SOSORU×GARCON）
- 欲求不満の人妻さん達と、とってもエッチな「王様ゲーム」（8月11日、BAZOOKA）
- ソソる美女のクリトリスに強引に媚薬クリーム塗りたくったら、あまりに効きすぎてしまい、他人が見ているにもかかわらず失禁オナニーしだしたから、介抱するふりしてチ○ポ挿入!!（8月24日、SOSORU×GARCON）
- S級素人初撮り 姉妹共演 W(ダブル)AVDebut 変態妹まおちゃん ヤリマン姉まいちゃん（10月13日、S級素人）※「まお」名義
- 桃太郎広報部、ヤリマン鈴木リズのリズナンパ!! 清楚な小顔モデル体型スポ根バレー部JKを口説いてAV出演!（11月7日、桃太郎映像出版）※「ななこ」名義
- 素人セーラー服生中出し（改） 133 身長175センチのバレーボール部エースに中出しエロすぎる騎乗位で高速腰振り清楚でピュアなメガネ娘が…スポーツ好きのドMっ娘!（12月1日、プラム）

2018年
- 固定バイブだるまさんが転んだ 7（2月1日、はじめ企画）
- 一般男女モニタリングAV 高身長の働くインテリOL限定 身長170cm超えの美脚の女先輩と低身長の後輩くんが勤務中に身長差SEXに挑戦! いつも厳しい女上司のモデルのような身体に触れ部下は思わずフル勃起! 普段は頼りない後輩のチ○ポに激突きされ本気イキした先輩オマ○コは中出し（3月7日、ディープス）※「かおる」名義
- 恥ずかしいカラダ 天才M女（3月24日、HMJM）
- 痰壺飼い 7 素人女王様による加減なしの体液調教（3月24日、RASH）
- 転校した学校は『ウルトラクールビズ!』 生徒も先生もおへそ丸出し!パンチラしまくり!おっぱいも半分見えちゃってる超ミニミニ制服でフル勃起必至の学園生活!（5月7日、ゴールデンタイム）
- お仕置き乳首奴隷 ドマゾ乳首に開発され乳首イキする女達 2（5月11日、REAL）
- 美脚スキャンダル 22歳帰郷（5月26日、HMJM）
- 露出M排球女子の暴虐ローテーション（6月7日、シネマジック）
- ぶっかけ!OLスーツ倶楽部 2 〜入社面接にやって来たななこさんの美脚リクルートスーツと愛されOL服〜（6月7日、下半身タイガース）
- SOD女子社員 第38回 業務中いきなり王様ゲーム まさにハーレム!王様は7名の女子社員を独り占め! 1番気持ち良いおま●こで贅沢射精! うぶな女子社員を好き放題ハメ比べ!（6月21日、SODクリエイト）※「原田京子」名義
- お仕置き乳首奴隷 ドマゾ乳首に開発され乳首イキする女達 3（6月22日、REAL）
- くちマ○コ 2! 喉に中出しすると潮を吹くどうしようもないフェラギャル（6月25日、煩悩組）
- 元教え子だった女子●生と男はボク1人の王様ゲーム（7月12日、アイエナジー）
- 今、失踪した最愛の妻のレイプ映像がDVDで送りつけられてきた…（7月13日、オーロラプロジェクト・アネックス）
- 最強の女戦士セーラーフレア 下剋上の罠に沈む!（7月13日、GIGA）
- ショートパンツからハミ出したパンティーに発情しちゃった俺（8月1日、アキノリ）
- 美脚のレシピ 〜美脚を堪能するフルコース!極上の脚線美を召し上がれ〜（8月7日、下半身タイガース）
- ガマンできず即ズボした相手はまさかの人違い!? 俺の肉棒で発情した女が自ら腰を打ちつけ大絶頂（8月9日、アキノリ）
- 喉奥までしゃくらせて… イラマで感じてイキ潮しちゃう変態ドM美少女（8月10日、宇宙企画）
- 女子校生 ブルマ履いたままおもらしオナニー（8月25日、デジタルアーク）
- ニーハイ天国!見舞いに来た同級生5人のたなぼたパンチラ（9月6日、アイエナジー）
- 乳首の弱いカノジョと僕が、互いに乳首を責めあいました。（9月7日、ワープエンタテインメント）
- 【泥酔ヤリマン殿堂入り】お酒を飲むとゴム無しでセックスしたくなる宮村ななこの酔っぱらいドスケベプライベート動画（9月19日、チキチキカマー）
- カンパニー松尾×初SM&凌辱×えむっ娘ラボ×宮村ななこ（9月25日、えむっ娘ラボ）
- スチュワーデスin… (脅迫スイートルーム)（10月5日、ドリームチケット）
- スク水で接客するハーレムソープ（10月11日、アイエナジー）
- ドMすぎる変態女の私を首締めでイカせてください。（10月13日、MOODYZ）
- もっとわたしを汚してください…（10月13日、セレブの友）
- 催眠凌辱 潮吹きエクスタシー人形（10月25日、催眠RASH）
- サカリ（11月1日、中嶋興業）
- ずっとカメラを見つめて×お漏らし×淫語SEX（11月13日、セレブの友）
- 教え子と子作り新婚生活（11月22日、アイエナジー）
- 寝ている女子○生の妹にイタズラしていたら逆に生ハメを求められて、もう発射しそうなのにカニばさみでロックされて逃げられずそのまま中出し! 3（11月22日、アイエナジー）
- 奥様も!お姉様も!パンティ丸見え大開脚できりもみ足こき（11月25日、アロマ企画）
- 剛毛×お漏らし×同性愛（11月25日、セレブの友）
- 催眠凌辱［下巻］ 監禁催眠幻覚［蟹］（11月25日、催眠RASH）
- ぶっかけ!パンティストッキング あなたの好きなお洋服にパンティストッキング合わせてみたの♥（12月7日、下半身タイガース）
- マッサージあるある【番外編】 女ざかりの熟練セラピストは好みの男性客だと必要以上の施術サービスをしてしまう件（12月13日、アロマ企画）
- 慟哭する絶頂旋律 －シンクロナイズドオルガビアン－ Episode1:淫獄に引き裂かれた熱情（12月19日、Baby Entertainment）
- AJOI 究極の完全主観オナニーサポートDVD Tバックパンツ挑発 2 Aromatic Jerk Off Instruction（12月25日、アロマ企画）
- 淫乱年の差三姉妹の彼氏交換SEX（12月25日、セレブの友）

2019年
- 変態ドM清楚系ビッチ (1月3日、グローリークエスト)
- あなただけ見つめてる…他人棒が入った今でもずっと… (1月7日、JET映像)
- 壁!机!椅子!から飛び出る生チ○ポが人気の企業 『（株）しゃぶりながら』 …たまに飲みながら!! (1月10日、SODクリエイト)
- 誰とでもする、うちのやつ。 (1月11日、バルタン)
- 100万×中出し 女が欲しいのは愛かお金か中出しか!!?AV女優37人の新感覚中出しサバイバル!!（2月1日、本中）　※AV OPEN 2018 企画部門2位
- 長身美脚の性欲旺盛若妻は隣のエロ親父に白昼弄ばれる (4月16日、マキシング)
- エステティシャン同じ会社で働いていた本当の部下と上司がAVで再会初レズ!! (4月19日、ROOKIE)
- ヘイセイデハイラレナイ 入れられるだけがセックスじゃ無いんだ… (4月27日、ファーストスター)
- ゴム無しチ○ポが伸び～る!孕ませ～る!チ○ポゴム人間 (5月9日、ROCKET)
- 【検証】エリート男子と宅飲み中の派遣OL「僕ドMなんです」と変態紳士カミングアウトされたら蔑んだ目で見下してM男いじめする説 (5月10日、ゲッツ!!)
- （裏）手コキクリニック 大量精液採取編 性交クリニック 11 超業務的リアル看護 8性交×200分SP（6月6日、SODクリエイト）
- 女性用レンタルルームで極太ディルドねじ込み欲求不満を解消するOL隠し撮り。マシンバイブで潮吹きアクメし店員チ●ポまで借り出す始末www (6月14日、ゲッツ!!)
- 競泳水着インストラクター 食い込み痙攣イキ潮絶頂（7月12日、BAZOOKA）
- 夏。プール帰り。バイト先の後輩。 濡れ髪のままホテルで。（8月9日、ヒメゴト）
- 「制服・下着・全裸」でおもてなし またがりオマ○コ航空 11 デカ尻便 (9月12日、SODクリエイト)
- 妹のクラスメイト小悪魔女子校生とドMなボク1人だけの王様ゲーム (9月26日、アイエナジー)
- えっちな巨乳お姉さんの淫語かたりかけぐちゅぐちゅ乳首イジリっ放しオナニー2 (9月26日、アイエナジー)
- デカいオンナに犯されたい 高身長アマゾネス (10月11日、REAL)
- タイトスカート穿いた心優しいデカ尻姉の絶対領域に欲情した弟！媚薬を飲ませると自らニーハイソックスを擦りつけながら淫らにパンツを滴らせカニバサミで中出しを求めた！SPECIAL 宮村ななこ＆梨々花（12月13日、V＆R PRODUCE）
- えっちな女子校生の淫語かたりかけぐちゅぐちゅ連続絶頂ブルマオナニー 3（12月26日、アイエナジー）

2020年
- ミイラ拘束M男責め（1月1日、OFFICE K’S）
- 「自分で出した精子なんだから、自分で綺麗にしなさい」完全主観 ザーメンキス（1月7日、犬/妄想族）
- 常にべろチュウメンズエステ 3（1月9日、アイエナジー）
- エロ黒姉さん化した宮村ななこの超絶やぁらし～いダンス＆FUCK！！（1月27日、MERCURY（マーキュリー））
- 綺麗なエロ黒お姉さま宮村ななこの世界（2月12日、MERCURY（マーキュリー））
- セーラー服と機関坊 初撮り生中出し（3月12日、プラム）
- 祝第2回開催 全裸婚活パーティー（4月9日、SODクリエイト）
- AV女優 裸コレクション 第十一弾（5月15日、V＆R PRODUCE）
- 甘い吐息を漏らしながらフェラチオ（6月1日、OFFICE K’S）
- 女体の神秘 月経いじめ 宮村ななこ（6月7日、犬/妄想族）
- 淫乱痴女のお姉さんは好きですか？完全撮り下ろしガニ股絶頂SEX！！（7月1日、セレブの友）
- サカリ黒選 Vol.1（7月1日、中嶋興業）
- 旦那とだけじゃ勿体ない！淫臭ムンムンな雌妻達の本イキ性交（7月13日、バルタン）
- 潜入捜査官女装子 妖艶な香りを漂わせる淫肉の残酷 拷虐に涙する肉棒とヒクつくオス膣（9月1日、BabyEntertainment）
- 極嬢絶頂痴女ポリス ～トロける性感淫技！！M男悶絶狂乱計画～ 宮村ななこ（10月1日、BabyEntertainment）
- とあるヲタクの活動記録03（11月25日、CP田園/妄想族）
- スーパーベスト5時間 宮村ななこ（11月28日、HMJM）
- 男のいろんな部位にマン土手をこすりつけて絶頂に達するお姉さん（12月7日、アロマ企画）

2021年
- 暴虐蕩揺放置デビル・シェイカー 腹部強●痙攣×秘唇固定電マ×胸部淫猥吸引=女体制御不能昇天（3月19日、BabyEntertainment）
- なんかまひろって人気女子アナだしリア充だし調子乗っててムカつくから知り合いに頼んでレ○プしてもらって心も体もグチャグチャにしてもらったんだ。 市来まひろ（4月19日、ROOKIE）
- 初老の小説家に飼われた女編集者 宮村ななこ（5月1日、プラネットプラス）
- 息子の嫁を妄想で寝取る義父 宮村ななこ（6月13日、なでしこ）
- 女王様のリング5～欲望の地下女子プロレズ～（8月26日、ROCKET）
- 主従逆転！高飛車な美人妻は夫の部下の言いなりになり犯●れる / 宮村ななこ（8月31日、マザー）
- 専属1周年記念 剃毛ドキュメント パイパン×レズビアン 最上一花 宮村ななこ（12月8日、マックスエー）
- スーパーヒロイン危機一髪！！Vol.91 刑捜戦隊セキュアレンジャー 心優しき怪人に贈る鎮魂歌 宮村ななこ（12月10日、GIGA）
- 潮吹き！なま唾接吻レズビアン 宮村ななこ 岬あずさ（12月21日、U＆K）
- 凄テクでノンケ巨乳がイキ狂う レズ堕ちポルチオエステ 佐知子 宮村ななこ（12月28日、レズれ！）

2022年
- 完全着衣 アスリートFUCK（1月19日、ミル）
- チクビアン3 ビンビン乳首こねくりレズ性交（1月25日、レズれ！）
- 妄想アイテム究極進化シリーズ シン・ボディジャック（2月10日、ROCKET）
- 「お義父さんの子を孕みたいです…。」義父を誘惑し子種を欲しがる中出し懇願バシャバシャ潮吹き美人妻（2月11日、人妻花園劇場）
- 呼んだら即エッチw 都合いい中出しタダマンコスプレイヤ― イラマで喜ぶM属性淫乱ビッチ 宮村ななこ（4月7日、SODクリエイト）
- 全裸聖水飲ませ ～色んなシチュエーション女子のお小水編～（4月12日、犬/妄想族）
- 一人旅で狙われた乳房 レズビアンいいなり温泉旅行 今井夏帆レズ解禁!! 今井夏帆 八乃つばさ 宮村ななこ（7月12日、ビビアン）
- 美しい痴尻で射精へと導く窒息顔騎放尿エステ 宮村ななこ（10月20日、SODクリエイト）
- 「童貞なんて捨てちゃおうよ！1日でヤリチンになっちゃお？」筆下ろし大好きトリプル痴女に童貞君をお届け！（11月23日、SODクリエイト）
- 「店長は俺なのに…」新しく入ったヤリチンバイト男にカフェで自慢の美人店員が3人とも口説き落とされていた話（12月8日、SODクリエイト）

2023年
- 表の顔は地味OL 裏の顔は乳首ハンター ブラック企業を成敗するオクトパス乳首責め（1月28日、SODクリエイト）

### イメージDVD
- 美脚・くびれ・お尻とアナル/宮崎南央（2018年2月23日、スパイスビジュアル）
- Nanako 恋の予感（2018年11月8日、REbecca）
- 僕の彼女は2.5次元/ななこ（2019年4月26日、スパイスビジュアル）

### VR
2018年
- 欲求不満な人妻達のHな王様ゲーム 〜人妻が僕のチ○コを争奪戦〜（7月7日、ケイ・エム・プロデュース）
- スタイリッシュ美脚を彩る黒パンスト「足でされるのは興奮するでしょ?」ローション足コキetc…萎える暇なし パンストのマ●コ部分を破り対面 唾液愛液ローションでグチュグチュ卑猥音 奥までねじ込みイキ果てお掃除足コキで余韻に浸る（7月7日、ブイワンVR）
- ツン顔でイキガマンするオンナ教師（9月28日、ワープエンタテインメント）
- 軟体レズVR W高身長が軟体美が貴方の目の前でイヤラシく絡み合う（9月28日、SODクリエイト）
- 即エロランジェリー!即潮吹き!即イキ! 吹き散らした潮を自ら舐め取る敏感美脚彼女 相互オナニーで互いを高めフルスピードで腰振り合体 「ねぇ!待ってイったばっかりで!ダメぇ!」突き続ける激しい腰振りに連続絶頂10回爆ハメ中出しSEX（11月20日、ブイワンVR）
- 働く女に誘惑されて 美容室編/アパレルショップ編/居酒屋編（12月20日、ドリームチケット）　※VR-1グランプリ（2018） エントリー作品

## 出演

### テレビ
- 恵比寿マスカッツのすぽスポSPORTS #5（2018年6月29日、BSスカパー!）
- DTテレビ（2019年5月24日[13]、AbemaTV）
- 桃色探訪〜伝説の風俗〜（2021年1月1日、チャンネルNECO）‐ 伽音 役[14]

### 映画
- 変態ぞうさん 私の桃色指導（2022年12月9日、オーピー映画）‐ 丸岡リョウコ 役[15]
- 変態の季節（2023年12月1日、オーピー映画）[16]

## 著書

### 小説
- 籠の鳥（2019年11月24日、自費出版）「巳衛」名義[11]
- 蝕（2020年11月22日、自費出版）「巳衛」名義